# Ormetica stenotis
Ormetica stenotis är en fjärilsart som beskrevs av Paul Dognin 1908. Ormetica stenotis ingår i släktet Ormetica och familjen björnspinnare. Inga underarter finns listade i Catalogue of Life.